# Adam Jakubech
Zemplin Michalovce

Adam Jakubech (* 2. Januar 1997 in Prešov) ist ein slowakischer Fußballtorwart.

## Karriere

### Verein
Jakubech begann seine fußballerische Ausbildung beim 1. FC Tatran Prešov, wo er bis 2014 in der Jugend spielte. Am 16. August 2014 (4. Spieltag) debütierte er in der zweiten Liga, nachdem er eine halbe Stunde vor Schluss eingewechselt wurde, da der eigentliche Torwart Jozef Talian die rote Karte sah. Bis zur Winterpause spielte er zwölfmal in der zweiten slowakischen Liga.
Im Januar 2015 wechselte er in die Fortuna liga zu Spartak Trnava. Sein Debüt gab er 23. Mai 2015 (32. Spieltag) in der ersten Liga bei einem 3:1-Sieg über Dukla Banska Bystrica. Neben einigen Einsätzen für die zweite Mannschaft in der zweiten Liga, war dies sein einziger Profieinsatz für Tranava in der Saison. In der Folgespielzeit gab er am 9. Juli 2017 sein Debüt in der Qualifikation zur Europa League auf internationalem Boden, als er gegen den FK Olimpik Sarajevo zwischen den Pfosten stand. Insgesamt spielte er 15 Mal in der Fortuna liga, 13 Mal in der zweiten Liga für die Zweitmannschaft und dreimal in der Europa-League-Qualifikation. In der Saison 2016/17 spielte er bereits 32 Ligaspiele und sechs in der Europa-League-Qualifikation. In der Folgesaison spielte er noch einmal.
Im Sommer 2017 wechselte er nach Frankreich in die Ligue 1 zum OSC Lille. Dort spielte er in der ersten Saison aber nie für die Profimannschaft, stand nur einige Male im Spieltagskader. In der Saison 2018/19 war er fester Ersatztorwart und stand nahezu jedes Spiel im Kader. Im Sommer 2019 wurde er für zwei Jahre an den belgischen Erstligisten KV Kortrijk verliehen. Am 24. November 2019 (16. Spieltag) blieb er bei seinem Debüt mit einem 0:0-Unentschieden gegen den RSC Anderlecht ohne Gegentor. In der gesamten Saison 2019/20 blieb er in vier Spiele ohne Gegentor bei 19 Einsätzen wettbewerbsübergreifend. 2020/21 spielte er 14 Mal und blieb erneut viermal ohne Gegentor. Nach seiner Rückkehr zu Lille war er wieder zweiter Torwart und saß somit wieder nahezu jedes Spiel auf der Bank.
Sein 2024 auslaufender Vertrag wurde nicht verlängert.

### Nationalmannschaft
Jakubech kam zu diversen Einsätzen in Juniorennationalmannschaften der Slowakei. Für die U21-Mannschaft spielte er zweimal in den Jahren 2017 und 2018. Am 8. Januar 2017 debütierte er in einem Freundschaftsspiel gegen Uganda eine Halbzeit zwischen den Pfosten stand. Bis heute war dies sein einziger Einsatz, er stand jedoch einige Male noch im Kader.